# Paradonea parva
Paradonea parva är en spindelart som först beskrevs av Tucker 1920.  Paradonea parva ingår i släktet Paradonea och familjen sammetsspindlar. Inga underarter finns listade i Catalogue of Life.